# Kasper-Salin-Preis

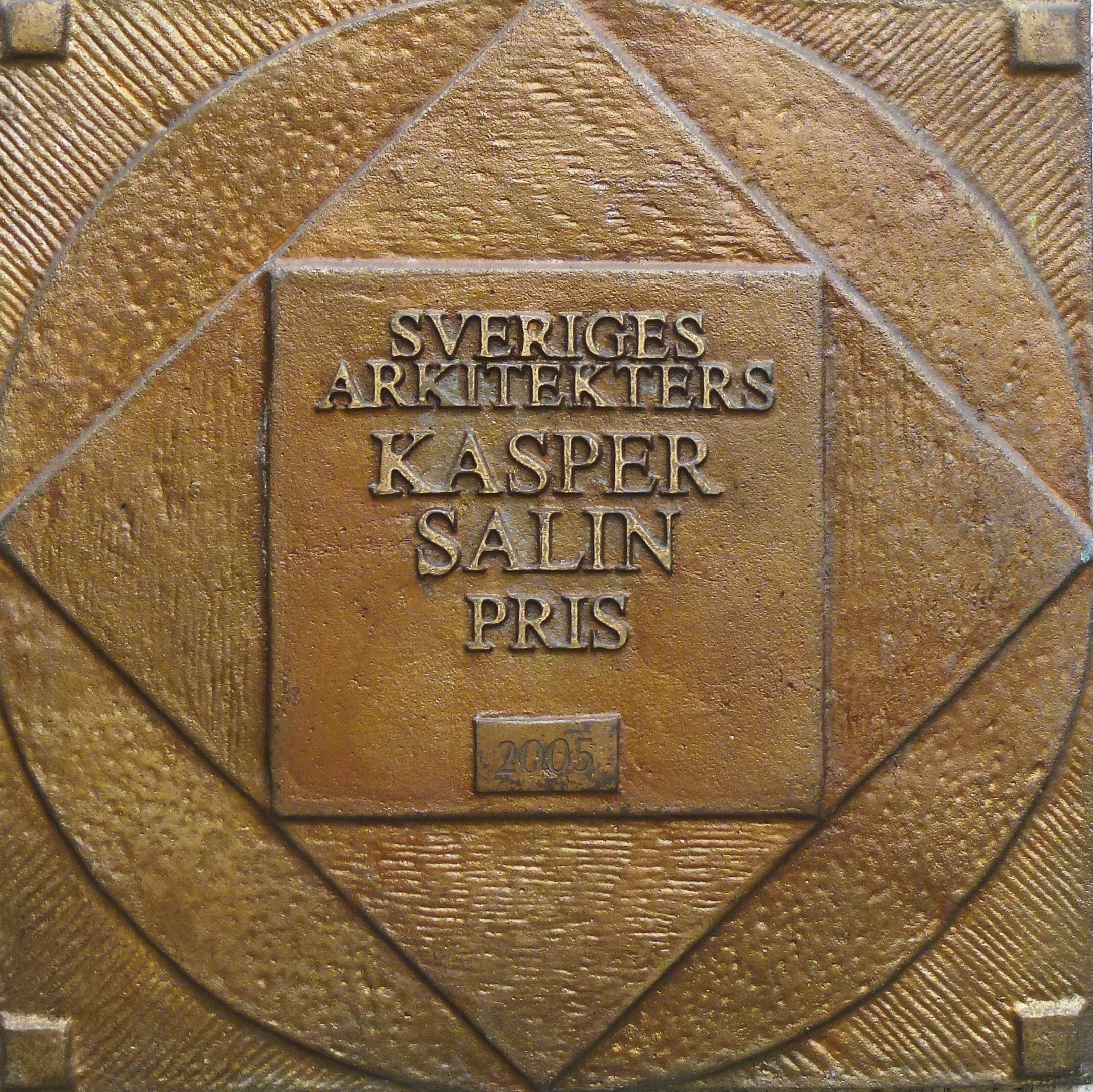
Plakette zum Kasper-Salin-Preis

Mit dem Kasper-Salin-Preis (schwedisch Kasper Salinpriset) zeichnet der Schwedische Architektenbund seit 1962 jährlich ein schwedisches Gebäude oder Bauprojekt aus. Das Preisgeld ist eine Stiftung des Stockholmer Stadtbaudirektors Kasper Salin (1856–1919). Die Auszeichnung gilt als der wichtigste Architekturpreis Schwedens.

## Preisträger
| Bild | Jahr                    | Gebäude                                     | Ort                          | Architekt(en)                                                                         | Auftraggeber                                                                  |
| ---- | ----------------------- | ------------------------------------------- | ---------------------------- | ------------------------------------------------------------------------------------- | ----------------------------------------------------------------------------- |
|      | 1962                    | Markuskyrkan                                | Stockholm                    | Sigurd Lewerentz                                                                      | Stadtbezirk Skarpnäck                                                         |
|      | 1963                    | Pub varuhusannex                            | Stockholm                    | Erik Ahlsén und Tore Ahlsén                                                           | Paul U. Bergström AB                                                          |
|      | 1964                    | Kiruna stadshus                             | Kiruna                       | Artur von Schmalensee                                                                 | Stadt Kiruna                                                                  |
|      | 1965 (zwei Preisträger) | Gävle krematorium                           | Gävle                        | ELLT arkitektkontor                                                                   | Gävle Kyrkliga Samfällighet                                                   |
|      | 1965 (zwei Preisträger) | Lärarhögskolan i Malmö                      | Malmö                        | Carl Nyrén arkitektkontor                                                             | Stadtimmobilien Malmö, Schwedische Baubehörde                                 |
|      | 1966                    | Åhléns varuhus                              | Stockholm                    | Backström & Reinius Arkitektkontor                                                    | Åhlén & Holm AB                                                               |
|      | 1967                    | Medborgarhuset                              | Örebro                       | Architekturbüro Erik und Tore Ahlsén                                                  | Stadt Örebro                                                                  |
|      | 1968                    | Studentbostäder i kvarteret Vildanden       | Lund                         | Bengt Edman                                                                           | Akademische Vereinigung                                                       |
|      | 1969                    | Verwaltungsgebäude Televerket               | Stockholm                    | Bengt Hidemark und Gösta Danielson                                                    | Baubehörde Schweden                                                           |
|      | 1970                    | Kvarteret Barberaren, Sandviken             | Sandviken                    | Ralph Erskine                                                                         | Byggnadsfirman Söderman & Söner AB                                            |
|      | 1971                    | Byggnader för Pharmacia i Fyrislund         | Uppsala                      | Carl Nyrén arkitektkontor                                                             | Pharmacia AB                                                                  |
|      | 1972                    | Kulturhuset                                 | Stockholm                    | Peter Celsing                                                                         | Immobilienbüro der Stadt Stockholm                                            |
|      | 1973 (zwei Preisträger) | Tekniska högskolans tunnelbanestation       | Stockholm                    | Michael Granit, Per Reimers, Lennart Mörk                                             | Region Stockholm, Verkehrsbetriebe Stockholm                                  |
|      | 1973 (zwei Preisträger) | Stadions tunnelbanestation                  | Stockholm                    | Michael Granit und Per Reimers, Enno Hallek und Åke Pallarp                           | Region Stockholm, Verkehrsbetriebe Stockholm                                  |
|      | 1974                    | Kunsthalle Malmö                            | Malmö                        | Klas Anshelm                                                                          | Stadt Malmö                                                                   |
|      | 1975                    | Sollentuna sim- und sporthall               | Sollentuna                   | Rosenberg & Stål Arkitektkontor (Gustaf Rosenberg)                                    | Gemeinde Sollentuna                                                           |
|      | 1976                    | keine Vergabe                               |                              |                                                                                       |                                                                               |
|      | 1977                    | Rudolf Steinerseminariet                    | Ytterjärna                   | Erik Asmussen                                                                         | Stiftelsen Rudolf Steinerseminariet                                           |
|      | 1978                    | Kupferzelte im Hagaparken                   | Solna                        | Ahlgren Olsson Silow Arkitektkontor (Torbjörn Olsson)                                 | Ståthållarämbetet und Baubehörde Schweden                                     |
|      | 1979                    | Småhusområdet Solbacka                      | Norrtälje                    | Hans Speek und Bertil Engstrand mit Ola Bengtsson                                     | Byggnadsfirman Diös AB                                                        |
|      | 1980                    | Allhuset, Stockholms Universitet            | Stockholm                    | Ralph Erskine                                                                         | Baubehörde Schweden, Universität Stockholm und Studentenvereinigung Stockholm |
|      | 1981                    | Etnografiska museet                         | Stockholm                    | Jan Gezelius und Gunnar Mattsson                                                      | Baubehörde Schweden                                                           |
|      | 1982                    | Flughafen Stockholm/Arlanda                 | Stockholm                    | Berg Arkitektkontor und Bobert & Stintzing Arkitektkontor                             | Luftfartsverket                                                               |
|      | 1983                    | Kvarteret Varmfronten                       | Stockholm                    | Arken arkitekter (Klas Tham, Peer Ove Skånes)                                         | BGB i Stockholm AB                                                            |
|      | 1984                    | Gävle Teater (Renovierung)                  | Gävle                        | Ove Hidemark (Göran Månsson Arkitektkontor AB)                                        | Stadt Gävle                                                                   |
|      | 1985                    | Vagnhallen Gårda                            | Göteborg                     | ABAKO Arkitektkontor AB                                                               | Göteborgs Stads Parkerings AB                                                 |
|      | 1986                    | Kvarteret Drottningen                       | Stockholm                    | Bengt Lindroos                                                                        | Sven Torstensson                                                              |
|      | 1987                    | Kulturhuset i Leksand                       | Leksand                      | Gunnar Mattsson                                                                       | Gemeinde Leksand                                                              |
|      | 1988                    | Öijareds Executive Country Club             | Öjared                       | Wingårdh & Wingårdh AB (Gert Wingårdh)                                                | Öijareds Executive Country Club                                               |
|      | 1989                    | Lilla Aska                                  | Linköping                    | Arkitekt Ove Hidemark                                                                 | Samfällda Kyrkorådet i Linköping                                              |
|      | 1990 (zwei Preisträger) | Vasamuseet                                  | Stockholm                    | Månsson & Dahlbäck Arkitektkontor                                                     | Byggnadsstyrelsen                                                             |
|      | 1990 (zwei Preisträger) | Klarahuset                                  | Stockholm                    | Nyréns arkitektkontor AB                                                              | JM Byggnads und Fastighets AB                                                 |
|      | 1991                    | Tillbyggnad till Jönköpings läns museum     | Jönköping                    | Nyréns arkitektkontor AB                                                              | Immobilienbehörde Jönköping                                                   |
|      | 1992                    | Kvarteret Nielsen, Hestra parkstad          | Borås                        | Tegnestuen Vandkunsten, Köpenhamn                                                     | AB Bostäder, Borås                                                            |
|      | 1993                    | Astra Hässle forskningsanläggning i Mölndal | Mölndal                      | Wingårdh & Wingårdh AB (Gert Wingårdh)                                                | Astra Hässle AB                                                               |
|      | 1994                    | Tekniska Verken i Linköping                 | Linköping                    | Rosenbergs Arkitekter AB                                                              | Tekniska Verken, Linköping                                                    |
|      | 1995                    | Handelshochschule Göteborg                  | Göteborg                     | Erséus, Frenning & Sjögren Arkitekter AB                                              | Akademiska Hus                                                                |
|      | 1996                    | Nils Ericsonterminalen                      | Göteborg                     | Niels Torp AS Arkitekter                                                              | Göteborgsregionens Lokaltrafik AB                                             |
|      | 1997                    | Malmö stadsbibliotek                        | Malmö                        | Henning Larsen Tegnestue AS, Köpenhamn                                                | Malmö Immobilien Stig Svensson                                                |
|      | 1998                    | Arkitektur- und designcentrum               | Stockholm                    | Rafael Moneo, Madrid                                                                  | Immobilien Peter Ohrstedt                                                     |
|      | 1999                    | Millesgårdens konsthall                     | Lidingö                      | Architekt Johan Celsing                                                               | Millesgården                                                                  |
|      | 2000                    | Kvarteret Slottet                           | Helsingborg                  | Henrik Jais-Nielsen und Mats White                                                    | HSB Nordvästra Skåne, Ulf Nordström                                           |
|      | 2001                    | Kårhuset på Chalmers                        | Chalmers tekniska högskola   | Wingårdh arkitektkontor (Gert Wingårdh)                                               | Emils Kårhus AB, Studentenvereinigung Chalmers und Immobilien Chalmers AB     |
|      | 2002                    | Pir F                                       | Arlanda                      | Danska KHR arkitekter und dess svenska partner KHR Rundquist                          | Luftfartsverket                                                               |
|      | 2003                    | Kontorshus för White                        | Östgötagatan 100, Stockholm  | White Arkitekter (Bengt Svensson, Linda Mattsson)                                     | White Arkitekter AB                                                           |
|      | 2004 (zwei Preisträger) | Södertörns högskolebibliotek                | Huddinge kommun              | Malmström & Edström arkitektkontor                                                    | Stiftung Clara                                                                |
|      | 2004 (zwei Preisträger) | Världskulturmuseet                          | Södra Vägen 54, Göteborg     | Brisac-Gonzalez Architects (Cecile Brisac, Edgar Gonzalez)                            | Statens fastighetsverk                                                        |
|      | 2005                    | Sjöstadsparterren med omgivande kvarter     | Hammarby sjöstad, Stockholm  | Diverse                                                                               | Diverse                                                                       |
|      | 2006                    | Aranäsgymnasiet                             | Kungsbacka                   | Wingårdh arkitektkontor (Gert Wingårdh, Jonas Edblad, Karin Wingårdh und John Eklind) | Kungsbacka                                                                    |
|      | 2007                    | House of Sweden                             | Washington, D.C.             | Wingårdh arkitektkontor (Gert Wingårdh, Tomas Hansen)                                 | Statens fastighetsverk/Lano/Armada Harbourside L.L.C.                         |
|      | 2008                    | Kalmar konstmuseum                          | Kalmar                       | Tham & Videgård                                                                       | Stadt Kalmar und Kunstverein Kalmar                                           |
|      | 2009                    | Urbana Villor                               | Malmö                        | Cord Siegel, Pontus Åqvist und Ulrika Connheim                                        | Bostadsrättsföreningen „Urbana Villor“                                        |
|      | 2010                    | Ryaverket                                   | Göteborg                     | KUB arkitekter                                                                        | Gryaab                                                                        |
|      | 2011                    | Station Triangeln                           | Malmö                        | KHR arkitekter, Sweco                                                                 | Stadt Malmö und Verkehrsverwaltung                                            |
|      | 2012                    | Domkyrkoforum                               | Lund                         | Carmen Izquierdo Arkitektkontor                                                       | Kirchenrat der Kathedrale in Lund                                             |
|      | 2013                    | Nya krematoriet                             | Skogskyrkogården i Stockholm | Johan Celsing Arkitektkontor                                                          | Friedhofsverwaltung Stockholm                                                 |
|      | 2014                    | Väven                                       | Umeå                         | Snøhetta und White arkitekter                                                         | Stadt Umeå und Balticgruppen                                                  |
|      | 2015                    | Arkitekturskolan KTH                        | Stockholm                    | Tham & Videgård                                                                       | Akademiska hus                                                                |
|      | 2016                    | Studio 1                                    | Örgryte torp, Göteborg       | Johannes Norlander                                                                    | HSB Göteborg                                                                  |
|      | 2017                    | Skissernas museum                           | Lund                         | Elding Oscarson Arkitekter                                                            | Statens fastighetsverk                                                        |
|      | 2018                    | Ateljéhus Hamra                             | Hule hällar, Hamra Gotland   | Anna Chavepayre und Architektbüro Collectif Encore                                    | Birgitta und Staffan Burling                                                  |
|      | 2019                    | Bostadsrättsföreningen Viva                 | Göteborg                     | Andreas Norrman und Christer Malmström                                                | Riksbyggen                                                                    |
|      | 2020                    | Umbau des Kulturhuset                       | Stockholm                    | Per Ahrbom, Ahrbom & Partner arkitektkontor                                           | Stadt Stockholm                                                               |
|      | 2021                    | Filborna vattentorn                         | Helsingborg                  | Gert Wingårdh, Wingårdhs arkitektkontor                                               | NSVA (Nordvästra Skånes Vatten och Avlopp)                                    |
|      | 2022                    | Merkurhuset                                 | Göteborg                     | Per Bornstein, Andreas Lyckefors und Johan Olsson, Bornstein Lyckefors Arkitekter     | Platzer Fastigheter                                                           |
|      | 2023                    | Wisdome in Stockholm                        | Stockholm                    | Elding Oscarson Arkitekter                                                            | Tekniska museet                                                               |
|      | 2024                    | Besuchspavillon im Linné-Garten             | Uppsala                      | Jacob Hidemark, Malin Holmberg und Peter Högås, Hidemark & Stintzing Arkitekter       | Statens fastighetsverk                                                        |